# Barthold Fröler

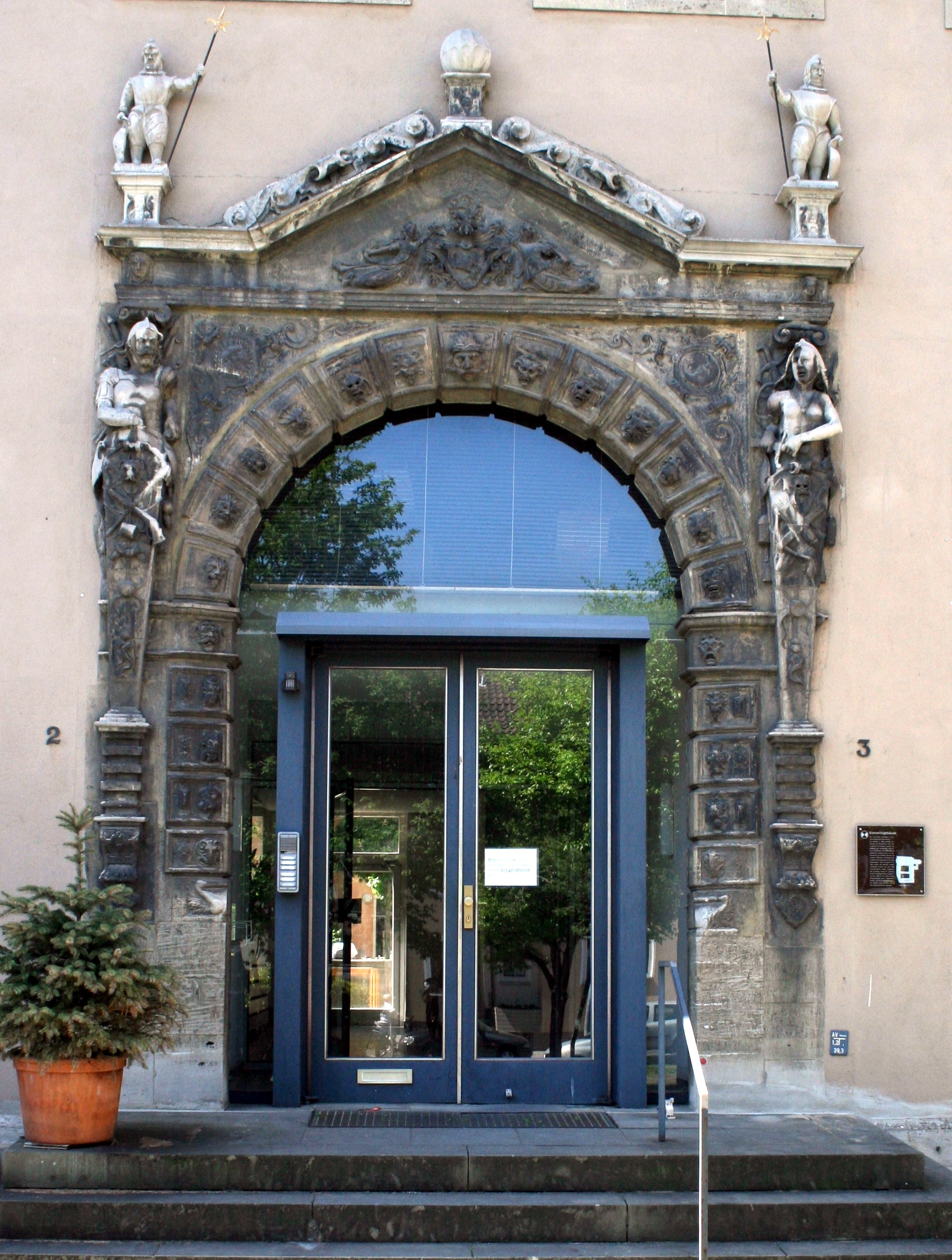
Fröler-Portal am Konvent des Brüdernkloster in Braunschweig, oben zwei Krieger, links darunter Krieger und rechts Amazone. In den Zwickeln sind Sonne und Mond

Barthold Fröler (* vermutlich in Straßburg; † nach 1612; auch Frauler, Frawler, Frewler, Fraler oder Praller) war ein deutscher Steinmetz und Bildhauer der Renaissance in Braunschweig.

## Leben
Barthold Fröler kam aus Straßburg und wurde am 15. November 1600 in Braunschweig Neubürger. Er heiratete die Witwe des Steinmetzen Hans Rust und erhielt wohl dessen Werkstatt. Es ist in einem Schreiben von 6. Juni 1612 verbrieft, dass er nach einem Streit im Jahre 1609 mit Wolter Hasemann mit einer Geldstrafe bedacht und ein halbes Jahr aus Braunschweig verbannt wurde. Er bat 1612 in einem Schreiben an den Rat der Stadt Braunschweig als „Lauenburger und Hamburger bestallter Baumeister“ um zeitliche Verkürzung der Strafe. Der Grund der Verweisung aus der Stadt und das Ergebnis des Antrags von Fröler sind nicht bekannt.

## Werk
Fröler war einer der „tüchtigsten Bildhauer“ um 1600 in Braunschweig und das einzige Werk, das von ihm in Braunschweig bekannt ist, ist das Portal des Zeughauses in Braunschweig. Es ist ein Portal, das sich im Konvent des Brüdernklosters östlich der Brüdernkirche in Braunschweig befindet und mit der Jahreszahl 1604 und den Insignien von Fröler B. F. gezeichnet ist. Das Portal wurde in den 1980er Jahren mit zwei Kriegern ergänzt, die im Krieg verloren gegangen sind. Fröler entwickelte einen persönlichen Stil, der sich nicht an Balthasar Kircher, den Steinbildhauer des Gewandhauses anlehnt. Zwar ist die Gesamtanlage an Kircher angelehnt, die Details sind eigenständig. Fröler arbeitete nicht nur bildhauerisch, sondern auch als Steinmetz. Das war seinerzeit durchaus üblich. Sein Name wird in einer Rechnung zur Reparatur eines Steintroges auf dem Altstadtmarkt genannt, 1602 und 1606 arbeitete er eine Anzahl von Quadersteinen und Ständerstützen, ferner schlug er im Jahre 1606 Quader- und Hausteine für Daniel Rust an der Ägidienkirche. Sein Name wird des Öfteren bei Steinmetz- und Maurerarbeiten für Festungswerke der Stadt Braunschweig genannt.